# سيتيمو مينيو
سيتيمو مينيو (بالإنجليزية: Settimio Mineo)‏ المشهور بالعم سيتيمو هو زعيم للمافيا الصقلية. عيّن في عام 2018 زعيمًا للمافيا في باليرمو، أي القائد الأعلى لعائلات المافيا في محافظة باليرمو، خلفا لتوتو رينا، الزعيم التاريخي السابق للمافيا الصقلية الذي توفي عام 2017 في السجن. في الرابع من ديسمبر 2018 اعتقلت الشرطة الإيطالية سيتيمو مينيو، ويتهم مينيو بتشكيل عصابة إجرامية من النوع المافوي، والابتزاز وحيازة الأسلحة وإضرام الحرائق.